# Kali Chhapar
Kali Chhapar è una suddivisione dell'India, classificata come census town, di 10.692 abitanti, situata nel distretto di Chhindwara, nello stato federato del Madhya Pradesh. In base al numero di abitanti la città rientra nella classe IV (da 10.000 a 19.999 persone).

## Geografia fisica
La città è situata a 22° 12' 55 N e 78° 27' 15 E.

## Società

### Evoluzione demografica
Al censimento del 2001 la popolazione di Kali Chhapar assommava a 10.692 persone, delle quali 5.567 maschi e 5.125 femmine. I bambini di età inferiore o uguale ai sei anni assommavano a 1.148, dei quali 576 maschi e 572 femmine. Infine, coloro che erano in grado di saper almeno leggere e scrivere erano 7.360, dei quali 4.271 maschi e 3.089 femmine.